# Spomenik Wikipediji
Spomenik Wikipediji (poljsko Pomnik Wikipedii) je spomenik, ki je bil postavljen v čast wikipedijskemu občestvu. Stoji v mestu Słubice na Poljskem, natančneje na Placu Frankfurckem(pl) (Frankfurtski trg), v neposredni bližini poljsko-nemške meje.

## Zgodovina
Idejo za spomenik je leta 2010 dal Krzysztof Wojciechowski(pl), univerzitetni profesor in dekan Collegiuma Polonicuma(pl), skupne izobraževalne ustanove dveh univerz: Univerza Adama Mickiewicza Poznań (Poljska) in Univerza Viadrina Frankfurt na Odri (Nemčija). Spomenik je zasnoval Mihran Hakobyan armenski študent in diplomant Collegiuma Polonicuma. Zeleno luč za postavitev je dal mestni svet in župan Občine Słubice Thomas Ciszewicz. Spomenik je izdelalo podjetje MALPOL iz mesta Nowa Sól. Stroški so znašali 60.000 zlotov (okoli 14.000 evrov), sredstva pa je prispevala Občina Słubice.
Spomenik je bil odkrit 22. oktobra 2014. Na slovesnosti so bili prisotni župan Thomas Ciszewicz, predstavniki Fundacije Wikimedia, kakor tudi lokalih Wikimedie Polska and Wikimedie Deutschland.

## Opis
Podstavek predstavljajo svežnji papirjev, na katerih stojijo štirje ljudje (dva moška in dve ženski), ki visoko v zrak podpirajo logotip Wikipedije - kroglo, sestavljeno iz koščkov nedokončane sestavljanke. Na podstavek so pritrjene tri plošče z besedilom v poljščini, nemščini in angleščini:
| MIHRAN HAKOBYAN Wikipedija Prebivalci Słubic se želijo s tem spomenikom pokloniti tisočem brezimnih urejevalcev po vsem svetu, ki so prostovoljno prispevali in ustvarjali Wikipedijo, največji projekt, ki so ga sousvarili ljudje, ne glede na politične, verske ali kulturne meje. V času, ko je bil ta spomenik odkrit, je bila Wikipedija na voljo v več kot 280 jezikih in je vsebovala 30 milijonov člankov. Dobrotniki tega spomenika so trdno prepričani, da bo z Wikipedijo kot enim izmed stebrov znanja, družba lahko prispevala k trajnemu razvoju civilizacije, socialni pravičnosti in miru med narodi. 22.10.2014 |

Spomenik je narejen iz medenine v barvi "starega zlata". Njegove mere so 170 cm × 60 cm × 60 cm.